# Volpriehausen

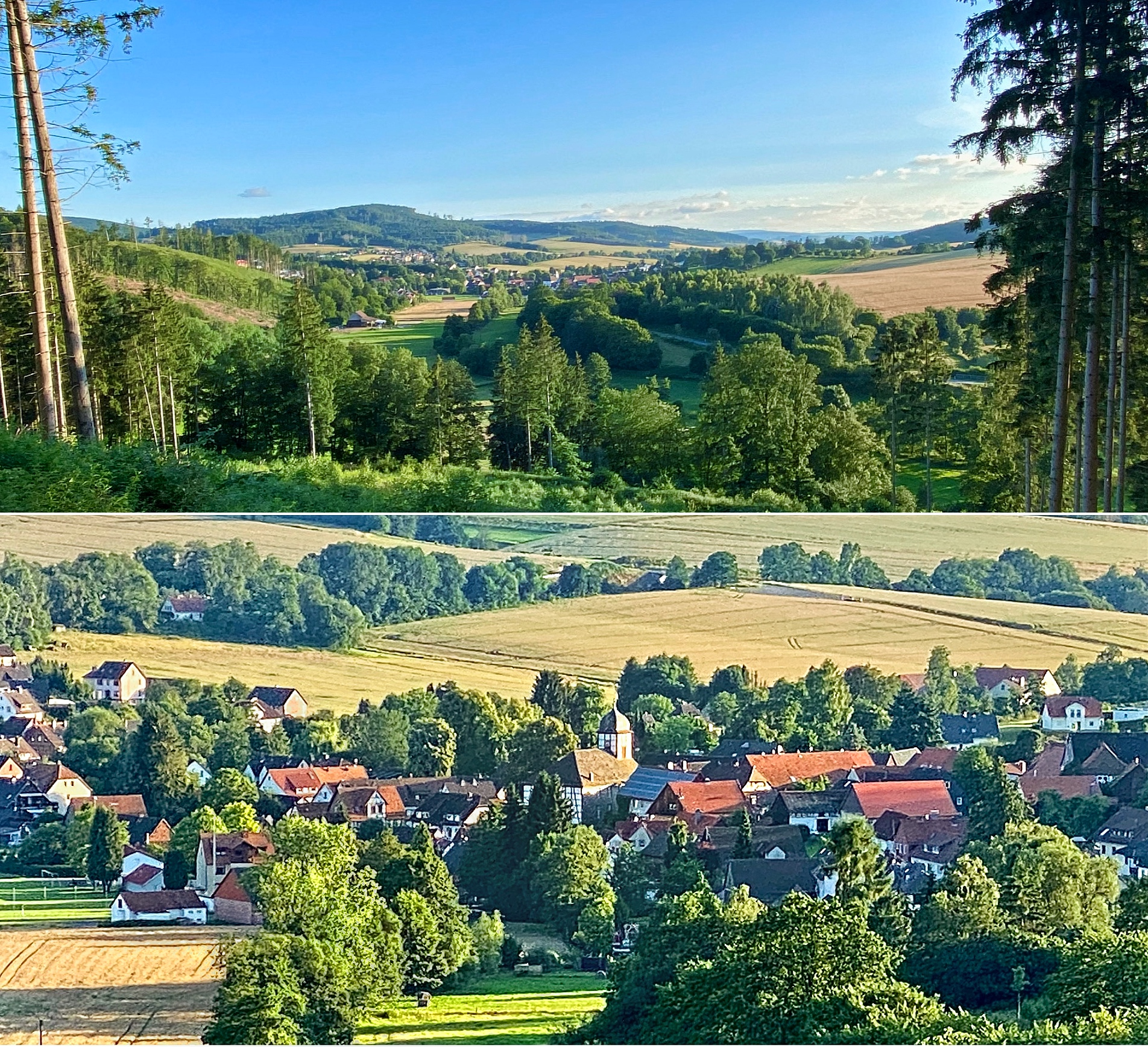
Blick auf Volpriehausen, Uslar, Niedersachsen, 2021

Volpriehausen ist nach der Kernstadt der zweitgrößte Ortsteil der Stadt Uslar am Sollingrand im südniedersächsischen Landkreis Northeim.

## Geographische Lage
Volpriehausen liegt jeweils am Südostrand des Sollings und Naturparks Solling-Vogler im Tal des Rehbachs nahe dem östlich befindlichen Bollert. Nachbarortschaften – jeweils etwa 1,5 km entfernt – sind die Uslarer Ortsteile Delliehausen (nördlich), Schlarpe (südlich) und Gierswalde (westlich). Die Kernstadt von Uslar liegt rund 7 km westlich.

## Geschichte
Die erste gesicherte Erwähnung des Dorfes Volpriehausen stammt aus dem Jahre 1242. In dieser Urkunde hatten die Grafen von Lutterberg und Ludolf von Plesse die Ortsvogtei von Volpriehausen wieder in die Hände des Erzbischofs von Mainz gelegt, der sie dem Kloster Steina (heute Marienstein) bei Nörten-Hardenberg übergab. Die erste bekannte Namensform ist Volporgehusen. Dieser Name ist auf den altdeutschen weiblichen Rufnamen Volporg zurückzuführen, der bis in das 11. Jahrhundert bezeugt ist.
Die Bevölkerung Volpriehausens lebte hauptsächlich von der Land- und Forstwirtschaft und von der Köhlerei. Die ersten Industriebetriebe, nach dem Anschluss an die Sollingbahn (Ottbergen–Nordhausen), waren gegen Ende des 19. Jahrhunderts eine Brikettfabrik, die die Braunkohle aus dem Tagebau in Delliehausen erhielt, und das Kali- und Steinsalzwerk Justus I. Der Kalibergbau prägte das Leben im Dorf fast 40 Jahre lang bis zur Einstellung des Salzbergbaus im Jahre 1938. Danach richtete die Wehrmacht unter Tage in den Bergwerksanlagen eine Heeres-Munitionsanstalt mit einer Lagerkapazität von ca. 30.000 t ein. Im Juli 1944 wurde in der Munitionsanstalt ein Außenkommando des Jugendkonzentrationslagers Moringen eingerichtet, um die Produktion trotz Arbeitskräftemangels aufrechterhalten zu können. Es wird aufgrund dokumentierter Einlagerung vieler verschlossener Kisten gegen Ende des Zweiten Weltkriegs vermutet, dass Teile des Bernsteinzimmers in dem Bergwerk eingelagert worden sind. Hierzu gab es noch in den Nachkriegsjahren umfangreiche Suchaktionen. Explosionen großer Mengen noch unter Tage eingelagerter Munition zerstörten im September 1945 die Bergwerksanlagen. Nach 1945 wuchs auf Grund von Flüchtlingsströmen aus den ehemaligen deutschen Ostgebieten die Einwohnerzahl auf über 1.600 Personen an. Auf dem Bergwerksgelände siedelten sich später verschiedene Flüchtlingsbetriebe an, die allerdings nicht mehr bestehen. So bestand bis zur endgültigen Pleite 1986 in den Übertagegebäuden die Glashütte Buder. Deren giftigen Hinterlassenschaften (Schleifstäube und Flusssäure-Rückstände aus der Bleiglasproduktion) verschafften Volpriehausen in den 1990er-Jahren die zweifelhafte Berühmtheit der seinerzeit größten industriellen Altlast von Niedersachsen.
In den 1960er-Jahren bekam Volpriehausen den Status eines Luftkurortes, die jährlichen Übernachtungszahlen stiegen auf über 12.000.
Am 1. März 1974 wurde Volpriehausen in die Stadt Uslar eingegliedert.
Im Jahre 1985 wurde in Volpriehausen das Kali-Bergbaumuseum eröffnet. Es war das erste Museum in Deutschland, das sich ausschließlich mit der Darstellung des Stein- und Kalisalzbergbaus beschäftigt.
Bis 31. Dezember 2010 war Volpriehausen staatlich anerkannter Erholungsort.

## Politik

### Ortsrat
Ortsbürgermeisterin von Volpriehausen ist Sonja Gierke (Stand: 08/2022).
Volpriehausen hat einen neunköpfigen Ortsrat, der seit der Kommunalwahl 2021 ausschließlich von Mitgliedern der „Bürgerliste Volpriehausen“ besetzt ist. Die Wahlbeteiligung lag bei 46,67 Prozent.

### Wappen
Blasonierung: In Grün über drei goldenen Ähren zwei schräggekreuzte silberne Berghämmer mit goldenen Stielen.
„Dieser Wappeninhalt symbolisiert die wirtschaftliche Eigenart der Gemeinde Volpriehausen: Dort wird die althergebrachte landwirtschaftliche Beschäftigung ergänzt durch das jahrzehntelang ausgebeutete Kalivorkommen.“

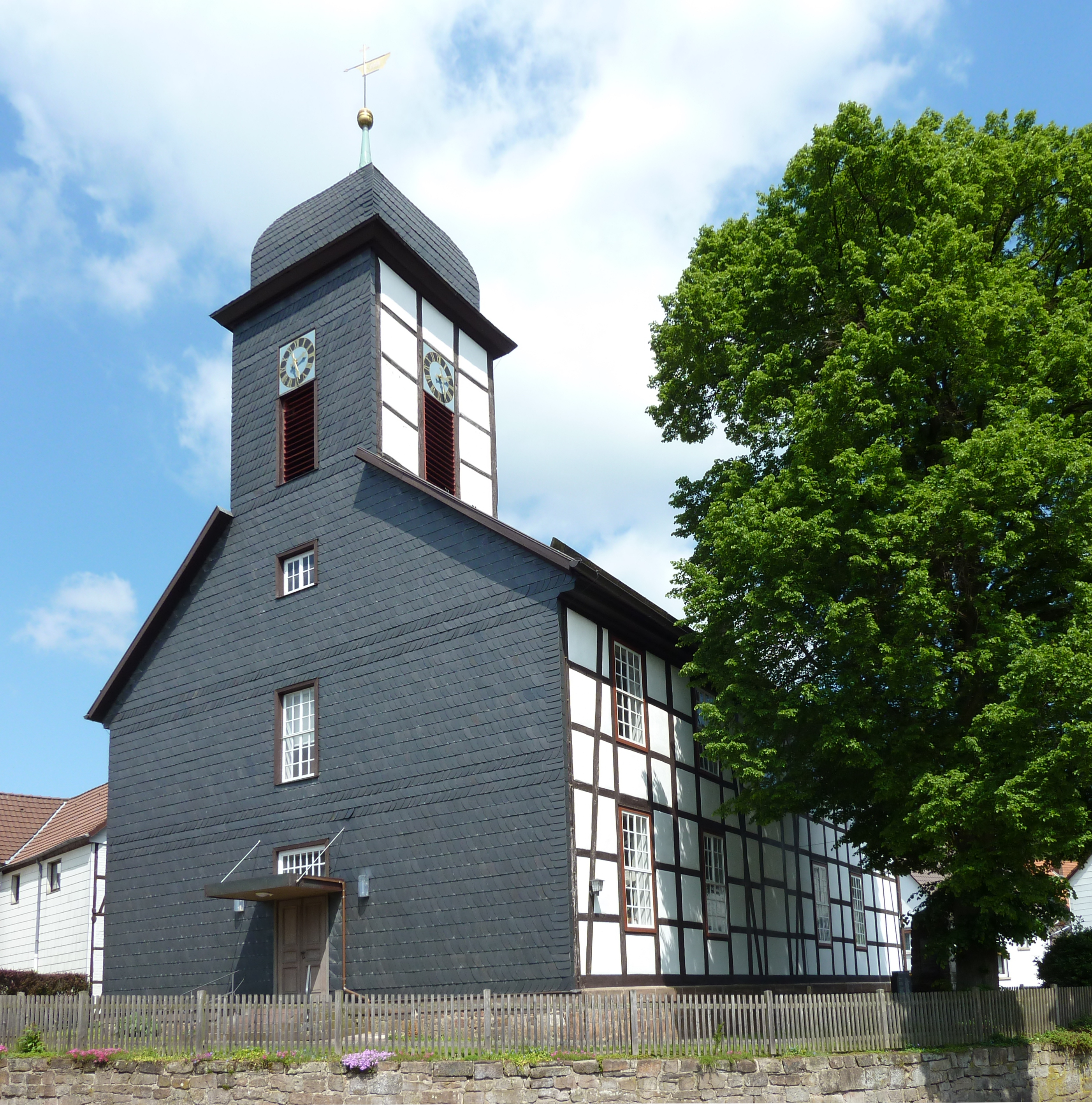
St. Georg-Kirche

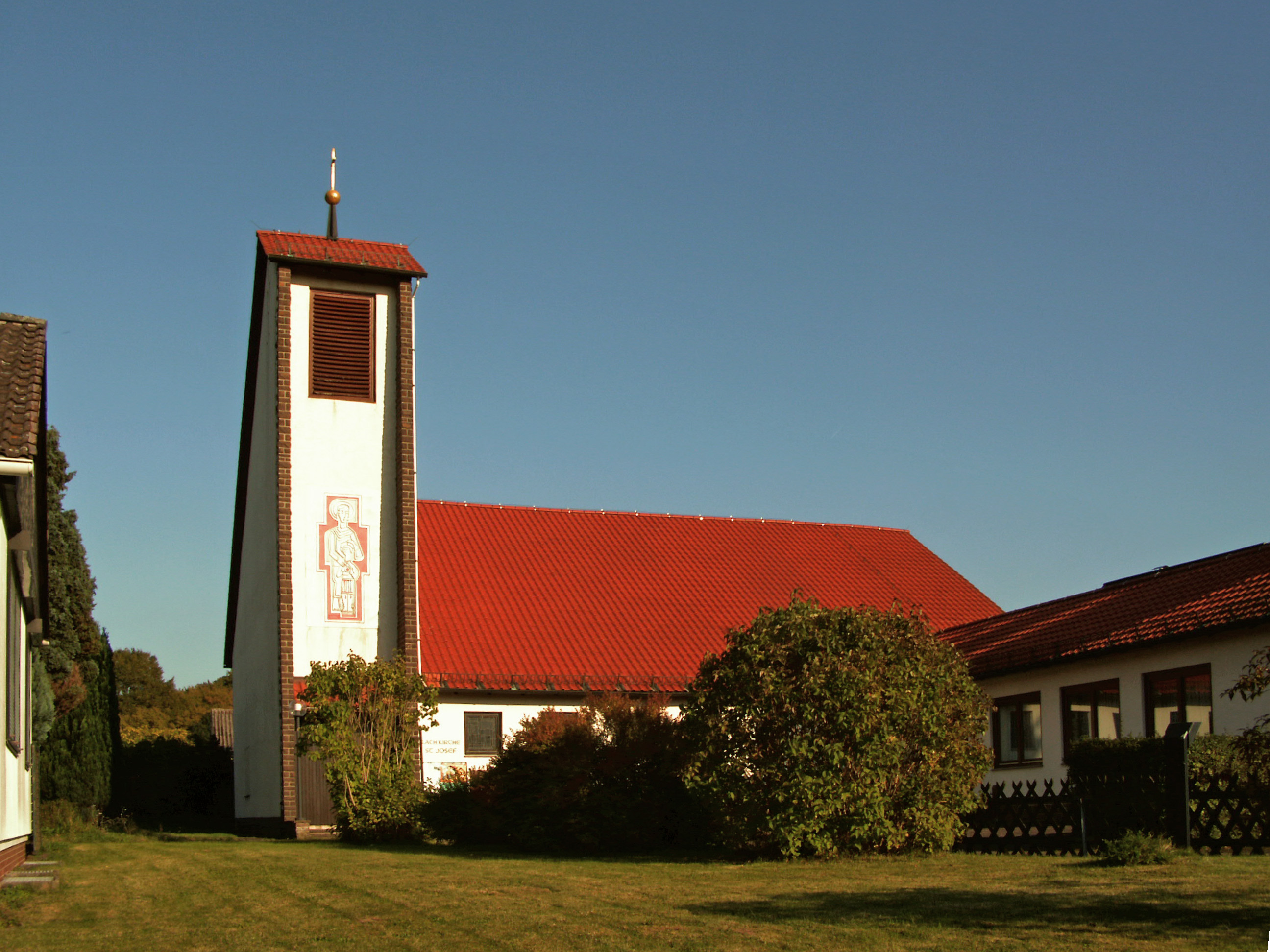
St. Joseph-Kirche

## Kultur und Sehenswürdigkeiten

### Sehenswürdigkeiten
- Kali-Bergbaumuseum Volpriehausen
- Förderrad Kalisalzbergwerk
- Historisches Backhaus
- Helenenquelle
- evangelische Kirche St. Georg
- katholische Kirche St. Joseph, Bj. '61
- Die Skulptur des Steinernen Bergmanns. Sie entstammt der Idee des Architekten Otto Katzmann, der 1943 auf dem Gelände des ehemaligen Kaliwerks ein „Denkmal der Arbeit“ errichten wollte. In Kassel hergestellt, wurde sie 1945 nach Volpriehausen transportiert, zu einer Aufstellung kam es jedoch nicht mehr. Eine Explosion auf dem Werkgelände im September 1945  begrub die Teile des „Bergmannes“ unter dem Trümmern und die Skulptur geriet in Vergessenheit. Der zwischenzeitlich abgeschlagene und verwitterte Kopf fand sich Jahre später in einem Garten wieder. 1971 wurde der Kopf, drei Jahre später die restlichen Teile der Skulptur gesandstrahlt und am 24. September 1974 feierlich enthüllt.[9]

## Wirtschaft und Infrastruktur

### Infrastruktur
In Volpriehausen besteht die Grundschule „Rehbachschule Volpriehausen“ sowie ein Kindergarten des deutschen Roten Kreuzes. Es gibt ein beheiztes Freibad mit 25-m-Becken, Nichtschwimmerbecken und mit Kinderbecken, 3 Meter Sprungturm, Rutsche und Beachvolleyballfeld. Eine eigene Freiwillige Feuerwehr existiert ebenfalls. Zur ärztlichen Versorgung sind im Ort zwei allgemeinmedizinische Praxen und eine Physiotheraphiepraxis sowie ein Alten- und Pflegeheim und eine Apotheke ansässig.
Zur touristischen Versorgung und für den täglichen Bedarf gibt es im Ort u. a. die Anlage des Landhotels am Rothenberg. Eine Metzgerei gibt es ebenfalls im Ort, diese ist jedoch nur freitags geöffnet. Das örtliche Gasthaus Zur Linde hat nach über 150 Jahren im Familienbesitz im Sommer 2012 geschlossen und stellt damit einen Hinweis auf das inzwischen in den ländlichen Regionen weit verbreitete Kneipensterben dar.
Neben einer Galerie, einem Kristallstudio einer Werkstatt für schöne Lebensart und Gestaltung gibt es Tonarbeiten und Floristik und zwei Friseure. Weiter sind einige Handwerks- und Wirtschaftsunternehmen im Ort ansässig, darunter die Tischlerei Grund, die Firma Guko Sondermaschinenbau, die Kfz-Reparaturwerkstatt Schlemme Automobile, Hilke Feinmechanik und weitere.

### Verkehr
Volpriehausen liegt direkt an der Bundesstraße 241 und ist ca. 17 km von der Autobahnanschlussstelle Nörten-Hardenberg der A7 entfernt. Die nächsten Städte sind Uslar, etwa 8 km und Göttingen, ca. 24 km entfernt.
Der Ort hat einen Haltepunkt an der Sollingbahn (Northeim – Ottbergen) sowie drei Bushaltestellen, die eine Anbindung an Uslar, Hardegsen bzw. Göttingen gewährleisten.